# Uralfloden
Ural (på ryska Урал) är den flod som utgör gränsen mellan Asien och Europa från Uralbergens slut till Kaspiska havet. Källan ligger i södra Uralbergen i Ryssland och efter ett omkring 2 428 kilometer långt lopp utmynnar den i norra änden av Kaspiska havet i Kazakstan, vid staden Atyrau. Floden hette Jaik fram till 1775 då Katarina II gav den dess nuvarande namn.

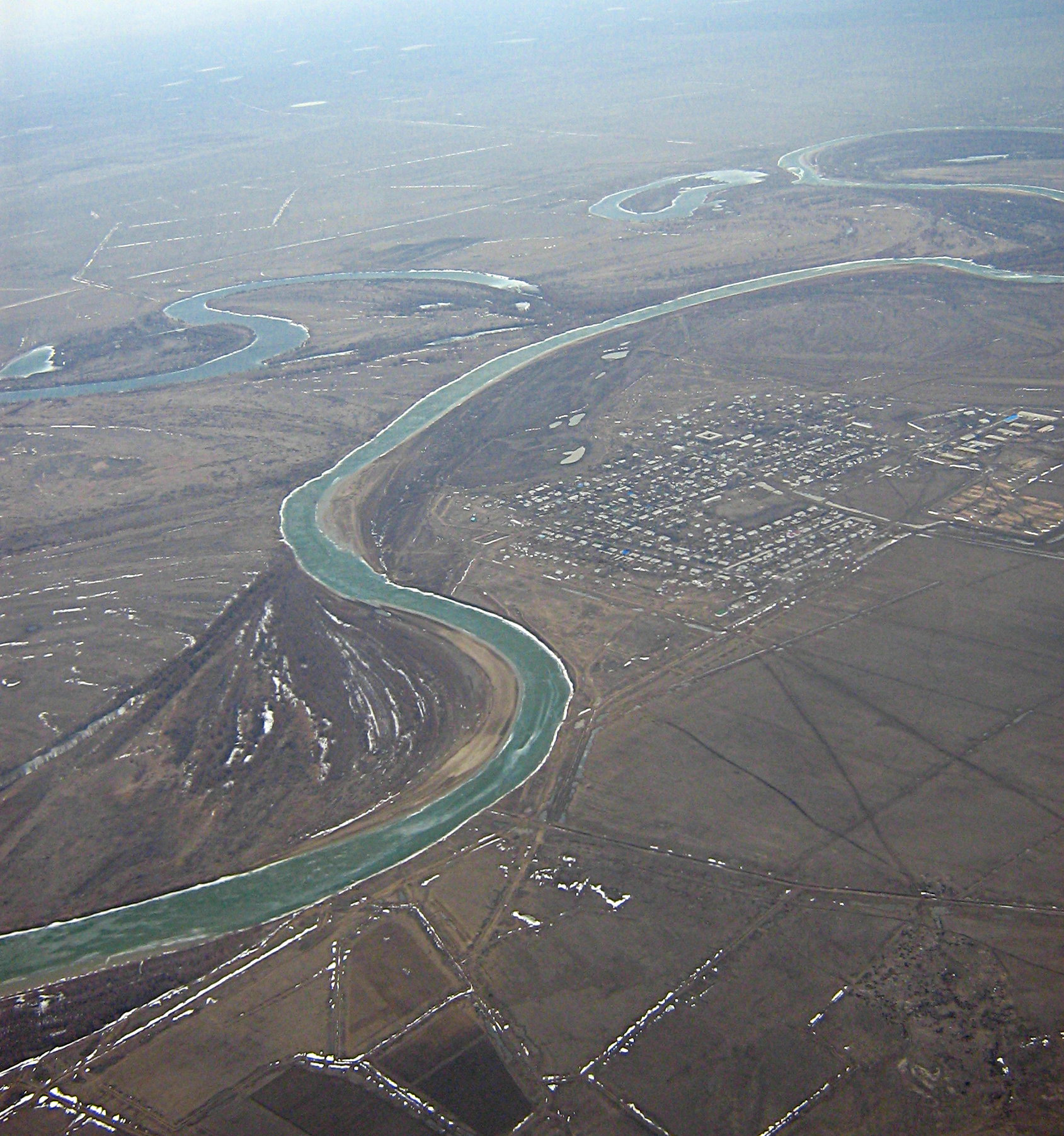
Ural i närheten av Uralsk.

Uralflodens övre lopp är riktat mot söder i en bred dal. Vid staden Orsk finns en damm och norr om den en stor sjö. Urals mot väst riktade mellersta lopp markerar en geografisk gräns mellan Uralbergens savanner i norr och stäppliknande öken i syd. Mellersta delen går förbi Orenburg och slutar vid Oral. Det nedre loppet är åter riktat mot söder och går genom låga saltstäpper, som endast tidigt på våren bär en rik, men hastigt borttorkande vegetation. Senare sänker sig Uralflodens yta under havets nivå och tilltar i bredd samt karaktäriseras av många böjda sjöar. Vid mynningen finns antydan till delta, i det att floden delar sig i flera armar, av vilka dock några försvinner ned i sanden.
Bredden liksom vattenmängden är som hos alla floder i vegetationsfattiga områden ganska växlande och kan nå 40 meter i övre loppet, 200 meter nedanför Orenburg och närmare 180 meter i nedre loppet. Vattenmängden avtar dels genom fördunstning, dels genom försinkande armar. Så att den ovanför deltat är ungefär hälften så stor som vid Uralsk. Flodområdet beräknas till omkring 250 000 kvadratkilometer. Av ekonomisk betydelse är flodens fiskrikedom.
Asteroiden 14519 Ural är uppkallad efter floden.